# Геть неписьменність! (товариство)
Товариство «Геть неписьменність» імені В. І. Леніна — всеукраїнське добровільне товариство, створене 1923 року для допомоги лікнепу.
Товариство заснували 1923 року постановою ВУЦВК від 19 жовтня для сприяння органам народної освіти в боротьбі з неписьменністю та малописьменністю. Очолював його Г. І. Петровський. Гаслом було: «Кожен письменний має навчити одного неписьменного!».
1925 року товариство мало 1500 осередків (59 тис. членів), 1934 — 10 тис. осередків (бл. 1 млн членів). Воно залучало до роботи громадські сили, відкривало школи лікнепу, гуртки тощо, видавало плакати, підручники, газету «Геть неписьменність!», журнал «За грамоту». Було навчено близько 4 млн неписьменних. Товариство узгоджувало свою діяльність з роботою Всеукраїнської надзвичайної комісії по боротьбі з неписьменністю. Відбулося три республіканські з'їзди т-ва (1927, 1929, 1932). Припинило діяльність у 1936 у зв'язку з завершенням ліквідації неписьменності.